# Гарбарук Володимир Анатолійович
Гарбарук Володимир Анатолійович (народився 4 червня 1961 р., м. Нововолинськ Волинської обл. — помер 12 липня 2012 р. м. Львів [ 1])
Український диригент, педагог .

## Життєпис
Народився м. Нововолинськ Волинської обл.
У 1977—1981 роках навчався у Рівненському музичному училищі (клас Г. Глотка).
З 1983—1990 роках навчався у Львівській державній консерваторії їм. Лисенка на факультеті оперно-симфонічного диригування (клас професора І. Юзюка).
З 1989 р. працював диригентом Львівського національного театру опери та балету ім. С. Крушельницької. Диригент вистав: « Тарас Бульба» ‚ «Наталка Полтавка»,  «Різдвяна ніч» М. Лисенка, «Лілея» К. Данькевича, «Згадайте, братія моя» В. Губаренко, «Отелло», «Трубадур» Дж. Верді, «Кармен» Ж. Бізе, «Лускунчик» П. Чайковського, «Ромео і Джульєтта» С. Прокоф'єва. Брав участь у фестивалях ім. С. Крушельницької (м. Львів), ім. Я. Кєпури (Польща), «Галіція» (Польща).
Викладав диригування у Львівській музичній академії їм. Лисенка. Був музичним керівником народного хору «Відродження». Здійснив постановки оперети «Летюча миша» Й. Штрауса, балетів «Коппелія» Л. Делі а, «Створення світу» А. Петрова, «Есмеральда» Ц. Пуньі, дитячої опери «Золотий пінгвін» А. Сіренко світова прем'єра якої відбулася в театрі Конвент-Гарден  (Лондон) у рамках днів культури України у Великій Британії.
Гастролі: Іспанія, Швейцарія, Польща, Велика Британія, Росія. За вагомий особистий внесок у створенні духовних цінностей та високу професійну майстерність у 2010 році був нагороджений почесною грамотою Міністерством культури і туризму України.
Похований на голосківському кладовищі на ділянці 6в., розміщеного в місті Львів.

## Родина
Батько: Гарбарук Анатолій  Романович (1931 — 2007)

Мати: Гарбарук Галина Юхимівна (1938)

Сестри: 
- Борей Світлана (1963)
- Степура Наталія (1967)

Дружина : Гарбарук Ірина Романівна (в шлюбі 1989 —2012)

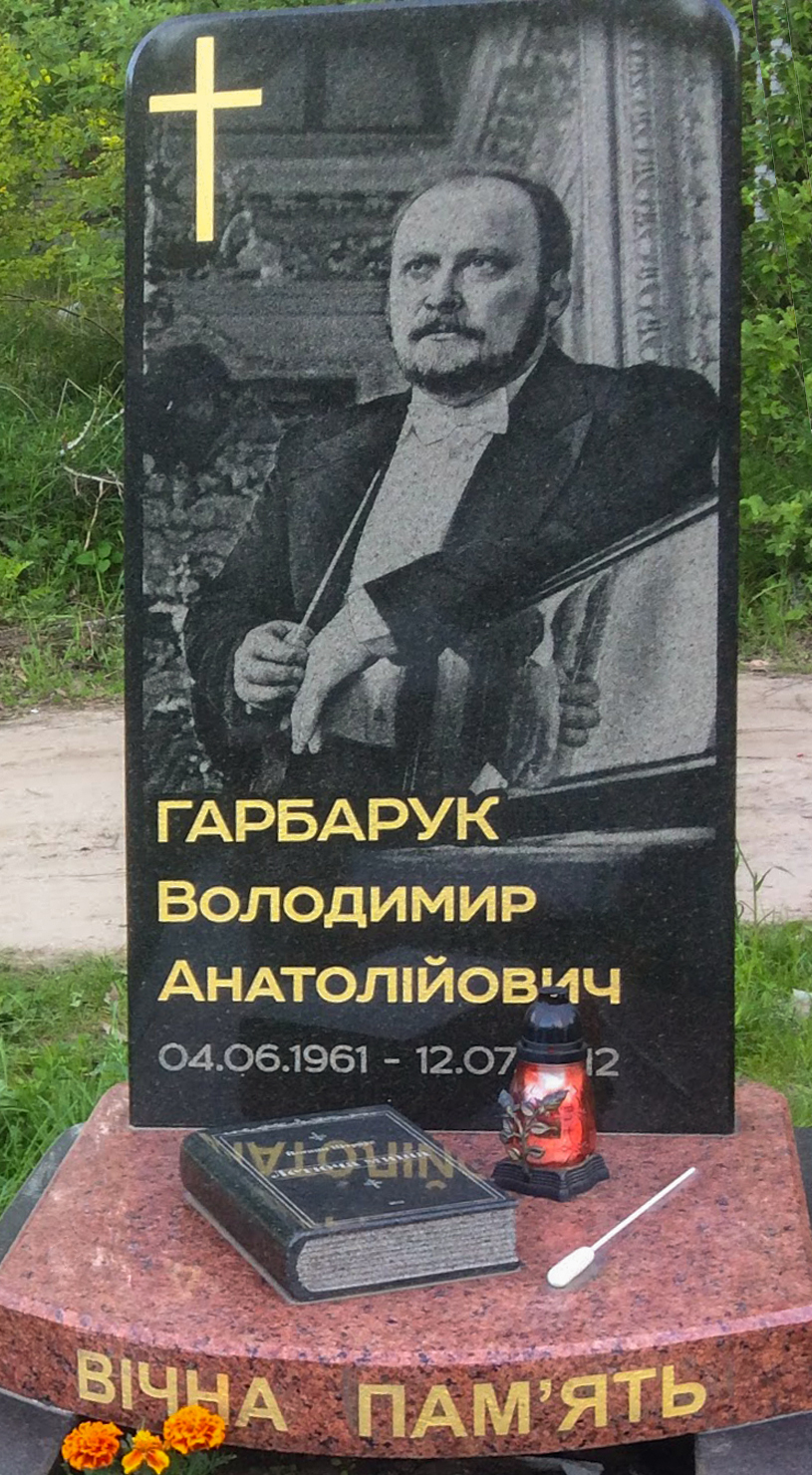
Могила Володимира Гарбарука

Сини : 
- Гарбарук Богдан (1990)
- Гарбарук Віктор (1992)
- Гарбарук Ярослав (2005)